# يوليا ريختر (مجدفة)
يوليا ريختر (بالألمانية: Julia Richter)‏ هي مجدفة ألمانية، ولدت في 29 سبتمبر 1988 في شفيدت في ألمانيا.

## وصلات خارجية
- جوليا ريختر على موقع الاتحاد الدولي للتجديف (الإنجليزية)
- جوليا ريختر على موقع اللجنة الأولمبية الدولية (الإنجليزية)
- جوليا ريختر على موقع أوليمبيديا (الإنجليزية)
- جوليا ريختر على موقع اللجنة الأولمبية الألمانية (الألمانية)